# Ville haute d'Ibiza

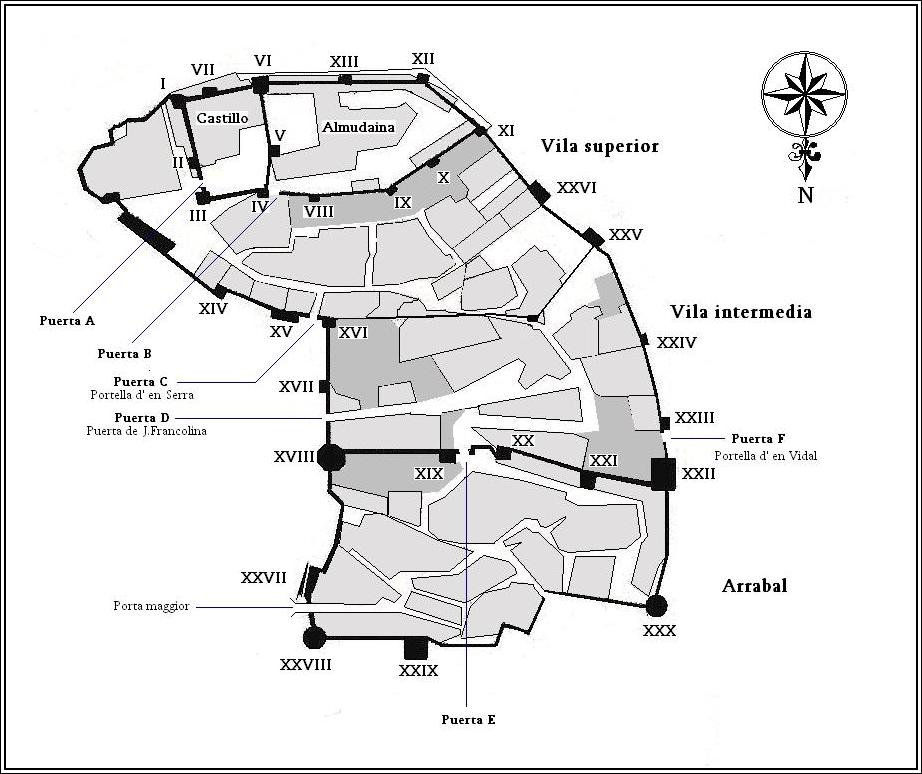
Plan de la Ville haute

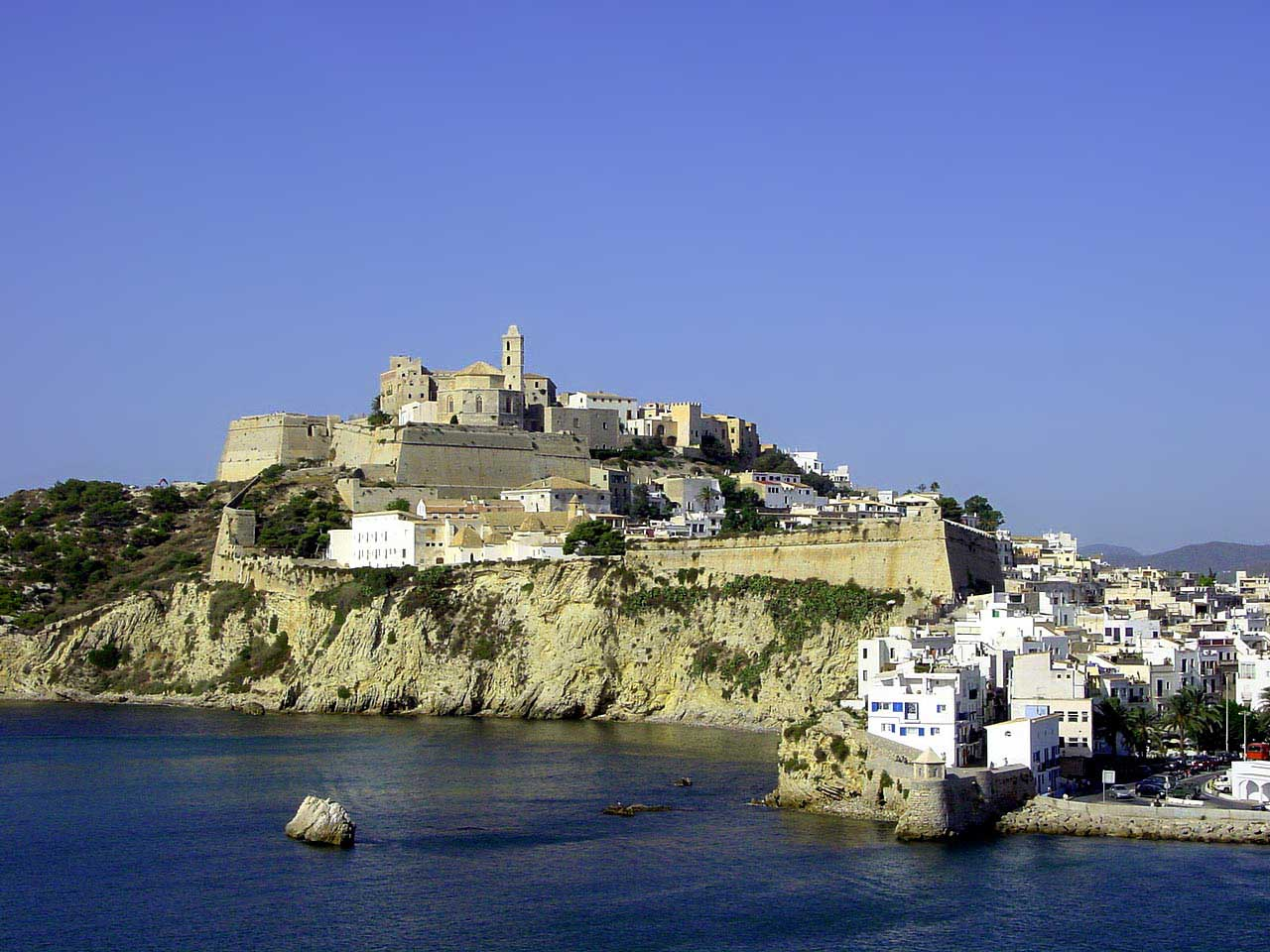
Vue de Dalt Vila de la mer

La ville haute d'Ibiza (en catalan Dalt Vila)  est le nom populaire sous lequel est connue la partie haute de la ville historique d'Ibiza dans l'île d'Ibiza (Îles Baléares, Espagne). Depuis 1999, elle est inscrite, conjointement avec d'autres biens culturels et naturels, au Patrimoine mondial de l'Unesco sous le libellé Ibiza, biodiversité et culture.

## Présentation
De la place de l'Université (ca), on a une superbe vue à travers les ouvertures des bastions et des esplanades des murailles. Les murailles de la ville furent construites au XVIe siècle sous Charles Quint pour la protéger des attaques des Turcs. Quarante ans furent nécessaires pour en achever la construction. La partie intra-muros à la forme d'un heptagone irrégulier dont chaque sommet est occupé par un bastion défensif. Outre le passage du Soto, on accède à la ville haute par plusieurs portes. La porte principale, près du Vieux Marché, est la « Porte des Tables » (Portal de ses Taules). Elle est flanquée de deux statues romaines et est protégée par un pont-levis. Les autres portes sont : la « Nouvelle Porte » (Portal Nou), la Portella de Sella et le passage du Soto. Le bastion de Santa Tecla est le point culminant de la cité.
La Ville haute a une superficie de 70 000 m2. À partir de la rue de Sant Josep (carrer de Sant Josep), s'étend le Raval, quartier dans lequel la stratégie défensive consiste en « maison-mur », à savoir les murs mêmes de la maison constitue sa propre défense. De la première moitié du XVIe siècle, le Raval disposait pour sa défense de deux tours circulaires et d'un fossé à ses pieds.
La vieille ville d'Ibiza est d'origine phénicienne. Dès cette époque, elle a toujours été un point stratégique pour le contrôle de la Méditerranée occidentale, d'où ses importantes fortifications. Le centre historique fortifié actuel a pris forme dès l'époque médiévale.

## Patrimoine architectural
Les principaux bâtiments historiques cités dans le mémoire d'inscription sont :
- Le Siège de l'Université (ca), ancien conseil insulaire, aujourd'hui occupé par le musée archéologique ;
- La Curie (Cúria), ancien tribunal de justice ;
- Le château Almudaina (Castell Almudaina), ancien château arabe, devenu résidence des trois seigneurs de l'île ;
- La Pabordia, ancien palais épiscopal, aujourd'hui occupée par les archives diocésaines ;
- La cathédrale de Santa Maria (Catedral de Santa Maria) ;
- La Chapelle de Sant Salvador (Capella de Sant Salvador), de la confrérie des mariniers et des bateliers, aujourd'hui occupé par le musée archéologique ;
- La Chapelle de l'Espérance (Capella de l'Esperança), de la confrérie des tisserands ;
- Le Couvent de Saint Dominique (Convent de Sant Domènec), aujourd'hui occupé par a mairie ;
- Le Couvent des moines fermés (Convent de ses Monges Tancades) ;
- Les maisons seigneuriales : Can Comasema (auparavant Can Llaudis), Can Balanzat, Can Fajarnés, Casa Gota-redona.

## Protection
La ville d'Ibiza (en espagnol Ciudad de Ibiza) fait l’objet d’un classement en Espagne en tant qu'ensemble historique au titre de bien d'intérêt culturel depuis le 13 février 1969 sous le n° R.I.-53-0000100. Le périmètre de protection n'est pas précisé dans la fiche.
Par ailleurs les murailles et la tour du Campanario de la cathédrale sont également protégées en tant que monument historique au titre de bien d'intérêt culturel depuis le 22 janvier 1942 sous le n° R.I.-51-0001114.
Depuis 1999, la ville haute d'Ibiza est inscrite, conjointement avec d'autres biens culturels et naturels, au Patrimoine mondial de l'Unesco sous le libellé Ibiza, biodiversité et culture.

## Galerie

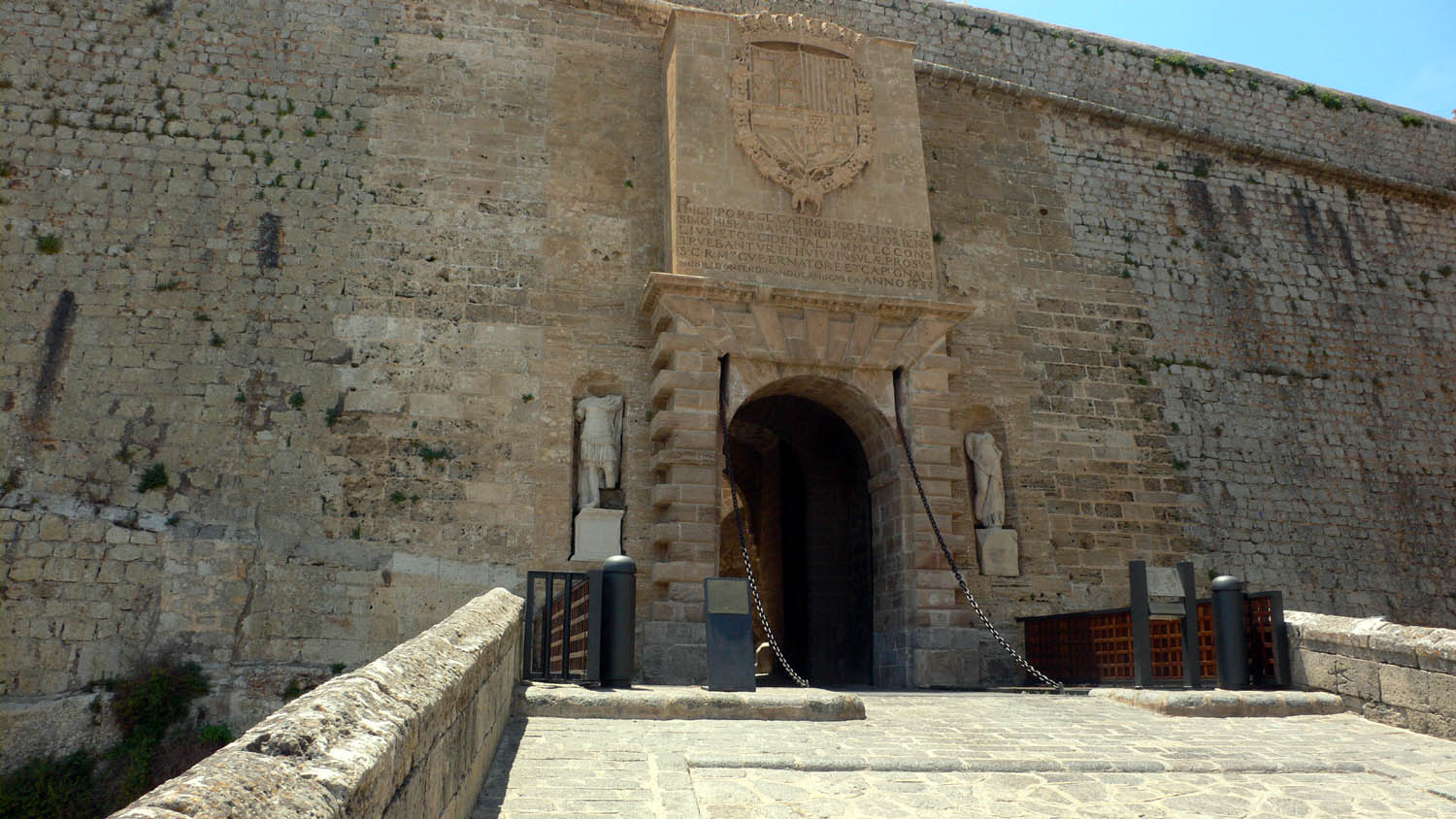
Porte des Tables
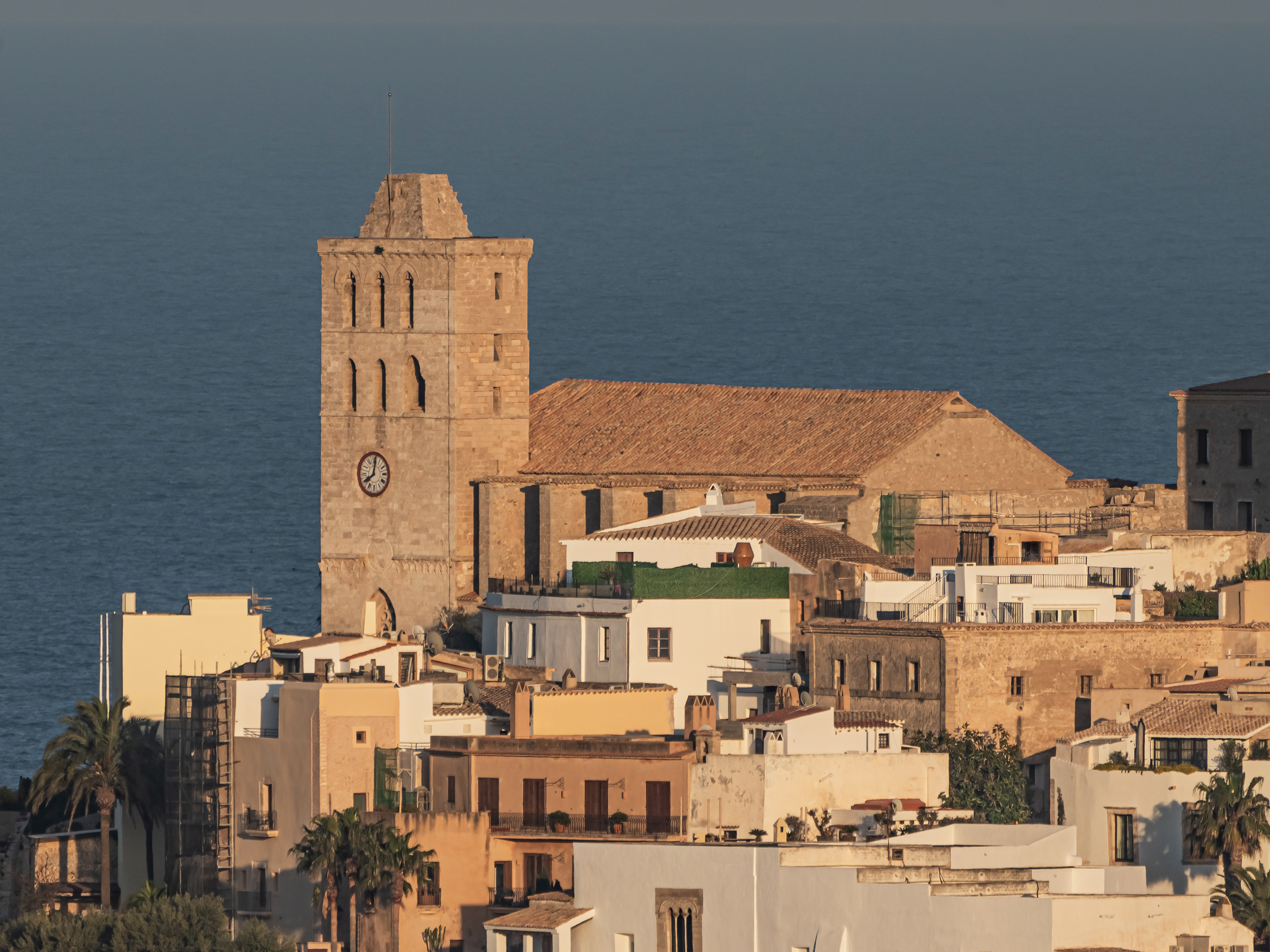
Cathédrale d'Ibiza
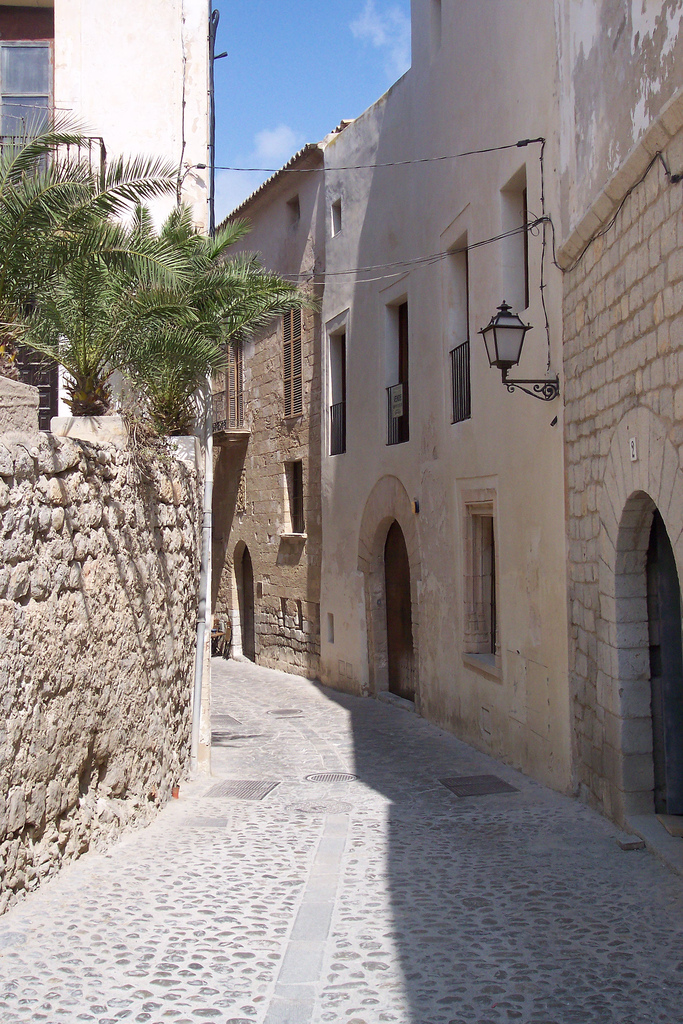
Rue de la Ville haute

### Sources et bibliographie
- (ca) Cet article est partiellement ou en totalité issu de l’article de Wikipédia en catalan intitulé « Dalt Vila » (voir la liste des auteurs).
- (fr + es + en) Javier Morales (dir.), « Demande d'Inscription sur la Liste de Patrimoine de l'Humanité des Biens Culturels et Naturels de l'île d'Ibiza Biodiversité et Culture » [PDF], WHS Nomination Documentation, juin 1998